# 布里奇波特 (伊利諾伊州)
布里奇波特（英語：Bridgeport）是一個位於美國伊利諾伊州勞倫斯縣的城市。

## 地理
布里奇波特的座標為38°42′36″N 87°45′31″W / 38.71000°N 87.75861°W，而該地的平均海拔高度為137米（即449英尺）。

## 人口
根據2010年美國人口普查的數據，布里奇波特的面積為2.78平方千米，當中陸地面積為2.72平方千米，而水域面積為0.06平方千米。當地共有人口1886人，而人口密度為每平方千米678.42人。